# Salvador Mejía Alejandre
Salvador Mejía Alejandre (Toluca, 1961. február 12. –) mexikói producer, rendező.

## Élete
Salvador Mejía Alejandre 1961. február 12-én született Tolucában. 1997-ben elkészítette az Esmeralda című telenovellát. 1998-ban a Paula és Paulina című sorozatot készítette el Gabriela Spanic és Fernando Colunga főszereplésével. 2000-ben elkészítette a María del Carmen című sorozatot. 2008-ban a Fuego en la sangre című telenovellát készítette el.

## Telenovellái

### Mint vezető producer
- En tierras salvajes (2017)
- Las Amazonas (2016)
- Veronica aranya (Lo imperdonable) (2015)
- A vihar (La tempestad) (2013)
- Que bonito amor (2012-2013)
- A szerelem diadala (Triunfo del amor) (2010-2011)
- Vad szív (Corazón salvaje) (2009)
- Fuego en la sangre (2008)
- Mundo de fieras (2006)
- La esposa virgen (2005)
- A mostoha (2005) (La madrastra) & La madrastra... años después (2006)
- Mariana de la noche (2003)
- Entre el amor y el odio (2002)
- María del Carmen (Abrázame muy fuerte) (2000)
- Rosalinda (1999)
- Paula és Paulina (La usurpadora) (1998) & Más allá de... la usurpadora (1999)
- Esmeralda (1997)

### Mint társ producer
- María Mercedes (1992)
- La pícara soñadora (1991)
- Simplemente María (második rész) (1989)
- Carrusel (első rész) (1989)

### Produkciós koordinátor
- Rosa salvaje (1987)
- Monte calvario (1986)
- Principessa (1984)

### Produkciós asszisztens
- Bianca Vidal (második rész) (1982)

### Rendezőként
- Bajo las riendas del amor (2007)
- El amor no tiene precio (2005)
- A liliomlány (Inocente de ti) (2004)